# 玉瀧光
『玉瀧光』（たまたきひかる）は、ひかりTVが製作し、2013年5月15日から8月28日までひかりTVチャンネル1で放送されていたバラエティ番組。
2013年秋からは順次地上波で放送開始され2013年10月30日に熊本放送をはじめ中国放送、TOKYO MXでも放送を開始した。

## 概要
玉袋筋太郎・ピエール瀧・伊集院光の1967年生まれの同級生の3人が、40代半ばを過ぎて未だ体験したことがないのものを初体験していくバラエティ番組。
タイトルはこの3人の名前から1文字ずつとられており、3人の共演はこれが初めてとなる。
番組開始から大きな反響を呼び、2013年10月にはケーブルネット番組でありながら全3巻のDVDが発売された。

## 出演者
- 玉袋筋太郎
- ピエール瀧
- 伊集院光

## ナレーション
- 林原めぐみ

## 放送リスト
| 回 | 放送日 | 内容                                                            |
| -- | ------ | --------------------------------------------------------------- |
| 1  |        | 各々36、計108の煩悩をさらけ出しお互いをもっと分かり合う。(玉袋) |
| 2  |        | カジノでバカ勝ちしよう                                          |
| 3  |        | っぽいダンスを覚えよう！                                        |
| 4  |        | 爆破スイッチを押してみよう！                                    |
| 5  |        | ラジコンをぶっ飛ばそう                                          |
| 6  |        | 90年代凸凹のデートをしよう！                                    |
| 7  |        | 今日の東京ビッグサイト                                          |
| 8  |        | 大人のしりとり                                                  |

## スタッフ
- 構成:上野耕一郎、鈴木裕士、渡辺雅史
- メイク:戸澤奈月
- 技術:ヴイ・ビジョンスタジオ(李承宰、河部謙一)
- 編集:生江正俊(glow)
- MA:山本宗太
- 音響効果:北澤亨(ふなや)
- 演出補:井上大生(ザ・ワークス)
- AP:玉井佑実(ザ・ワークス)
- 演出:安井章浩(ザ・ワークス)
- プロデューサー:松尾れい(NTTぷらら)、原田廣一(ザ・ワークス)
- 製作著作:ひかりTV

## 放送局・放送時間
| 放送地域 | 放送局                               | 放送期間                        | 放送日時           | 放送系列             | 備考  |
| -------- | ------------------------------------ | ------------------------------- | ------------------ | -------------------- | ----- |
| 日本全域 | ひかりTVチャンネル1 【玉瀧光製作局】 | 2013年5月15日 - 2013年8月28日   | 水曜 24:06 - 24:36 | インターネットテレビ |       |
| 熊本県   | 熊本放送（RKK）                      | 2013年10月30日 - 2014年1月15日  | 水曜 25:03 - 25:33 | TBS系列              |       |
| 広島県   | 中国放送（RCC)                       | 2013年11月6日 - 2014年2月5日    | 水曜 24:58 - 25:28 | TBS系列              |       |
| 神奈川県 | テレビ神奈川（tvk）                  | 2013年12月23日 - 2013年12月31日 | 23:30 - 24:00      | JAITS                |       |
| 東京都   | TOKYO MX                             | 2014年1月7日 -                  | 火曜 25:30 - 26:00 | JAITS                | [ 6 ] |
| 群馬県   | 群馬テレビ（GTV)                     | 2014年1月30日 - 2014年4月3日    | 木曜 22:00 - 22:30 | JAITS                |       |
| 三重県   | 三重テレビ放送（MTV)                 | 2015年12月4日 -                 | 金曜 25:20 - 25:50 | JAITS                |       |